# Unanua
Unanua (en euskera y oficialmente Unanu) es un concejo y localidad española del municipio de Ergoyena, perteneciente a la Comunidad Foral de Navarra.

## Geografía
La localidad está situada en la comarca de la Barranca.

## Historia
El lugar tuvo ayuntamiento propio. El municipio de Unanua desapareció de cara al censo de 1857, cuando el término se fusionó con los de Lizárraga y Torrano para conformar el de Ergoyena. Hacia mediados del siglo XIX, el lugar tenía contabilizada una población de 396 habitantes. Aparece descrito en el decimoquinto volumen del Diccionario geográfico-estadístico-histórico de España y sus posesiones de Ultramar de Pascual Madoz con las siguientes palabras:

UNANUA: l. del valle y ayunt. de Ergoyena, prov. y de Navarra, part. jud., aud. terr. y dióc. de Pamplona (7 leg.). sit. á la der. del arroyo que cruza el valle; clima frio y sano. Tiene unas 40 casas; escuela dotada con 1,100 rs.; igl. parr. (San Pedro) de primer ascenso y servida por un vicario y un beneficiado; 2 ermitas y varias fuentes, que aprovechan los vec. para beber y otros usos domésticos. El térm. confina: N. Yabar; E. Senosiain y Ollo; S. Torrano, y O. Echarri-Aranaz; dentro de su circunferencia hay buenos montes con arbolado y abundancia de pastos, ademas de participar en comun con otros pueblos de los de Andia y Aralar. El terreno es de regular calidad. caminos: locales; pero pasa por sus inmediaciones la carretera de Pamplona á Vitoria. El correo se recibe de Echarri-Aranaz. prod.: trigo, maiz y patatas; cria ganado vacuno, lanar y de cerda; caza mayor y menor. pobl.: 40 vec., 396 alm. riqueza: con el valle. (V. su art.).
(Madoz, 1849, p. 215)

En 2023, la entidad singular de población tenía empadronados 86 habitantes y el núcleo de población, también 86.